# Antoine Duléry
Antoine Duléry (Parigi, 14 novembre 1959) è un attore, sceneggiatore e dialoghista francese.

## Biografia
Nipote d'arte, suo nonno Albert Duléry (1882-1960) fu attore drammatico e pensionato della Comédie-Française con lo pseudonimo Albert Reyval, che lavorò assieme a importanti artisti francesi di inizio Novecento, come Sarah Bernhardt. Appassionato di disegno da bambino, all'età di 15 anni si interessa alla recitazione e dopo aver preso la maturità va a studiare al Cours Florent, dove è stato allievo di Francis Huster, e si diploma alla fine degli anni settanta.
Debutta in teatro nel 1980 con la Compagnie Renaud-Barrault, e l'anno successivo nel cinema con una piccola parte nel film Celles qu'on n'a pas eues..., diretto da Pascal Thomas. La carriera di attore di Duléry si svolge prevalentemente tra il teatro e la televisione, ed è noto al pubblico per aver interpretato il ruolo del commissario Jean Larosière nella prima stagione della serie televisiva di giallo poliziesco Little Murders by Agatha Christie, dal 2009 al 2012. Il medesimo ruolo lo aveva in precedenza interpretato nel 2006 nella miniserie Murder Party, diretta da Edwin Baily.
Sempre per il genere poliziesco interpreta il ruolo del commissario Vincent Becker nelle miniserie Meurtres au Pays basque (2014) e Meurtres à Guérande (2015). Nel 2017 è protagonista nella prima stagione della serie televisiva Crimes parfaits, dove ha interpretato il ruolo del capitano Renaud Delaunay.

### Vita privata
Dopo aver divorziato dalla prima moglie, una stilista, ed aver avuto una relazione con l'attrice Mathilde Seigner, nel 1994 conosce la regista Pascale Pouzadoux, che sposerà in seguito e da cui ha avuto i figli Raphaël e Lucien.

## Premi
- Miglior attore al Monte-Carlo Film Festival de la Comédie (2002)[3]

## Filmografia parziale

### Cinema
- L'amante del tuo amante è la mia amante (Tout ça... pour ça!), regia di Claude Lelouch (1993)
- I miserabili (Les Misérables), regia di Claude Lelouch (1995)
- Uomini & donne - Istruzioni per l'uso (Hommes, femmes, mode d'emploi), regia di Claude Lelouch (1996)
- Tutte le ragazze sono pazze (Toutes les filles sont folles), regia di Pascale Pouzadoux (2002)
- Le Genre humain, première partie: Les Parisiens, regia di Claude Lelouch (2004)
- Camping, regia di Fabien Onteniente (2006)
- Un uomo e il suo cane (Un homme et son chien), regia di Francis Huster (2008)
- Camping 2, regia di Fabien Onteniente (2006)
- Vento contrario (Des vents contraires), regia di Jalil Lespert (2011)
- Parliamo delle mie donne (Salaud, on t'aime), regia di Claude Lelouch (2014)
- Chacun sa vie, regia di Claude Lelouch (2017)
- Cyrano, mon amour (Edmond), regia di Alexis Michalik (2018)
- Il sapore della felicità (Umami), regia di Slony Sow (2022)
- Nice Girls, regia di Noémie Saglio (2024)

### Televisione
- Commissario Navarro (Navarro) - serie TV (1993)
- Murder Party (Petits meurtres en famille) - miniserie TV, regia di Edwin Baily (2006)
- Little Murders by Agatha Christie (Les petits meurtres d'Agatha Christie) - serie TV (2009-2012)
- Amore (e guai) a Parigi (L'amour (presque) parfait) – miniserie TV, 6 puntate (2022)

## Teatrografia
- Impasse-Privé, soggetto di Christian Charmetant e Antoine Duléry, regia di Michel Berto (1985)
- Il Cid, soggetto di Pierre Corneille, regia di Francis Huster (1985)
- Riccardo III, soggetto di William Shakespeare, regia di Francis Huster (1987)
- The Normal Heart, soggetto di Larry Kramer, regia di Raymond Acquaviva (1987)
- Lorenzaccio, soggetto di Alfred de Musset, regia di Francis Huster (1989)
- Casa di bambola, soggetto di Henrik Ibsen, regia di Isabelle Nanty (1990)
- La pulce nell'orecchio, soggetto di Georges Feydeau, regia di Bernard Murat (1996-1997)
- Colors, soggetto e regia di Esteban Perroy e Franck Porquiet (2012)